# Circuito del Lario

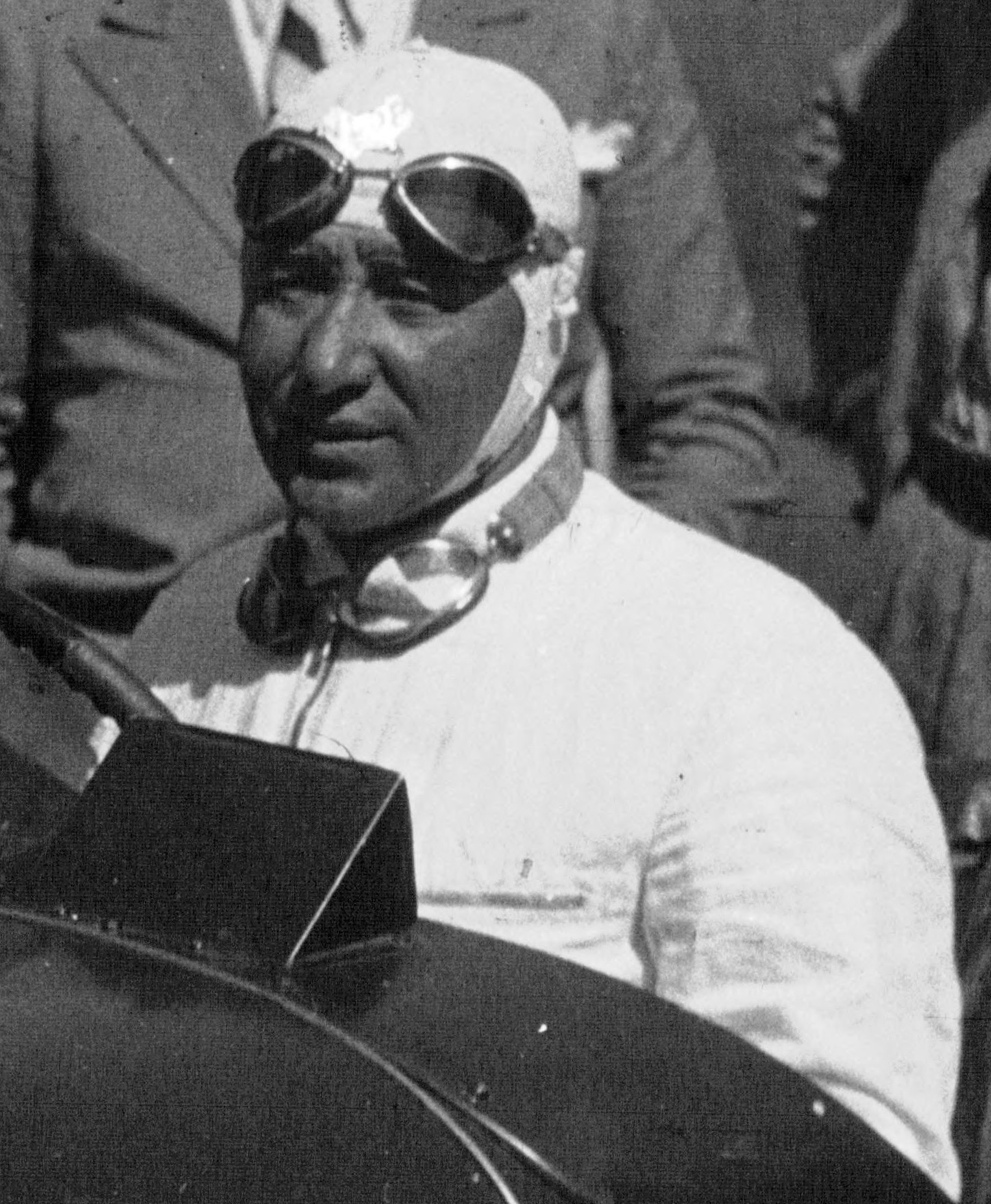
Erster Gesamtsieger: Amedeo Ruggeri (hier bei der Targa Florio 1932)

Der Circuito del Lario (auch Italienische TT) war eine Motorsportveranstaltung für Motorräder, die zwischen 1921 und 1939 insgesamt 15-mal südlich des Comer Sees in Italien auf der gleichnamigen Rennstrecke ausgetragen wurde.
Lario ist der lateinische Name des am Südrand der Alpen, nördlich von Mailand gelegenen Comer Sees.

## Geschichte
Die erste Auflage des Rennens fand am 29. Mai 1921 statt. Die ca. 36,5 km lange Strecke musste sechsmal umrundet werden, was einer Gesamtdistanz von etwa 220 km entspricht. Das Rennen war in vier Hubraumkategorien (bis 350, bis 500, bis 750 und bis 1000 cm³) ausgeschrieben. Erster Gesamtsieger wurde Amedeo Ruggeri auf 1000-cm³-Harley-Davidson.
Der Circuito del Lario zählte seit seiner ersten Austragung zur Italienischen Motorrad-Straßenmeisterschaft und war eine Veranstaltung von nationaler Bedeutung. Bis zum Ausbruch des Zweiten Weltkriegs wurde er jährlich im Juni oder Juli ausgetragen. 1932 und 1933 fand das Rennen wegen finanzieller Schwierigkeiten nicht statt. Auch 1936 und 1937 wurde nicht ausgetragen, möglicherweise wegen des Abessinienkrieges. Rekordsieger sind, neben Ruggeri, Pietro Ghersi, Tazio Nuvolari und Dorino Serafini. Alle vier Fahrer konnten jeweils zwei Gesamtsiege feiern.
Am 11. Juli 1925 kam es zum einzigen tödlichen Unglück der insgesamt 15 Austragungen. Isacco Mariani stieß mit seiner 350er-Sunbeam bei Onno frontal mit Primo Moretti (Moto Guzzi) zusammen. Dieser war gerade aus der Gegenrichtung in Richtung Boxen, die sich in Visino Valbrona befanden, unterwegs. Da Trainingsläufe zu dieser Zeit noch bei nicht abgesperrten Straßen stattfanden, waren solche Unfälle keine Seltenheit. Mariani wurde ins Krankenhaus nach Asso verbracht, wo er noch am selben Tag im Alter von 33 Jahren seien schweren Verletzungen erlag. Ihm zu Ehren wurde im Jahr 1926 ein Denkmal in Onno errichtet.
Der Rennrekord des Circuito del Lario stammt aus dem Jahr 1939 und wurde von Nello Pagani auf Moto Guzzi Condor 500 aufgestellt. Er gewann mit einer Durchschnittsgeschwindigkeit von 84,101 km/h.
Nach Kriegsende wurde 1949 erfolglos versucht, das Rennen wieder aufleben zulassen. Seit 2003 findet jährlich ein Oldtimerrennen für Motorräder auf der historischen Rennstrecke statt.

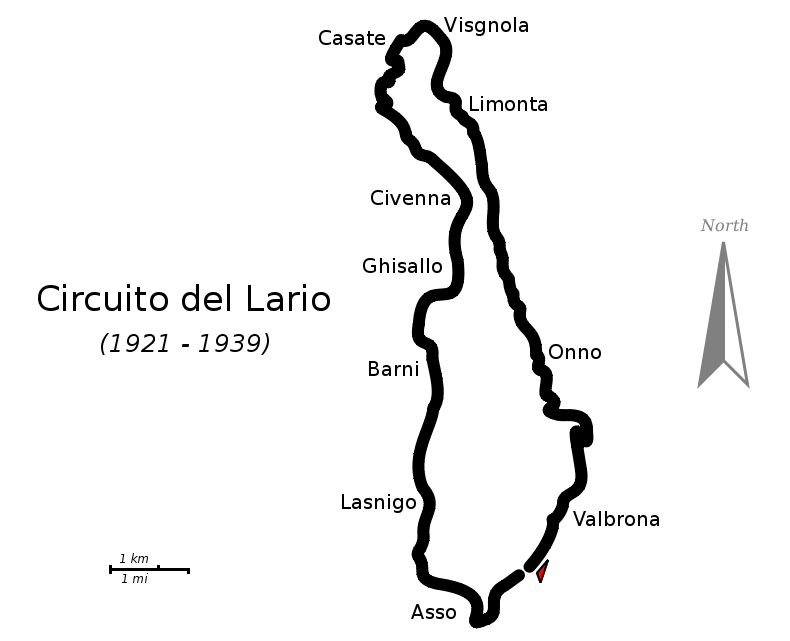
Streckengrafik des Circuito del Lario

## Streckenführung
Der ca. 36,5 km langen Rundkurs blieb über die 19 Jahre, in denen das Rennen veranstaltet wurde, nahezu unverändert. Er verlief von Asso nördlich über Valbrona, Onno, Vassena und Limonta bis Visgnola und von dort in südlicher Richtung über Casate, Civenna, Ghisallo, Barni und Lasnigo zurück nach Asso. Die Strecke umfasste mehr als 300 Kurven hatte einen Höhenunterschied von 550 m, mit dem höchsten Punkt auf 754 m der Madonna del Ghisallo.

## Statistik
Fettgedruckt = Gesamtsieger
| Auflage | Datum         | Klasse   | Sieger                             |
| ------- | ------------- | -------- | ---------------------------------- |
| 1       | 29. Mai 1921  | 350 cm³  | Aristide Fergnani (Garelli)        |
| 1       | 29. Mai 1921  | 500 cm³  | Ernesto Vailati (Sunbeam)          |
| 1       | 29. Mai 1921  | 750 cm³  | Adige Fiaccadori (Frera)           |
| 1       | 29. Mai 1921  | 1000 cm³ | Amedeo Ruggeri (Harley-Davidson)   |
|         |               |          |                                    |
| 2       | 1. Juli 1922  | 350 cm³  | Ernesto Gnesa (Garelli)            |
| 2       | 1. Juli 1922  | 500 cm³  | Ernesto Vailati (Sunbeam)          |
|         |               |          |                                    |
| 3       | 1. Juli 1923  | 350 cm³  | Achille Varzi (Garelli)            |
| 3       | 1. Juli 1923  | 500 cm³  | Valentino Gatti (Moto Guzzi)       |
|         |               |          |                                    |
| 4       | 29. Juni 1924 | 500 cm³  | Pietro Ghersi (Moto Guzzi)         |
|         |               |          |                                    |
| 5       | 12. Juli 1925 | 175 cm³  | Luigi Marezzani (Miller)           |
| 5       | 12. Juli 1925 | 250 cm³  | Nino Bianchi (Ariel)               |
| 5       | 12. Juli 1925 | 350 cm³  | Tazio Nuvolari (Bianchi)           |
| 5       | 12. Juli 1925 | 500 cm³  | Amedeo Ruggeri (Moto Guzzi)        |
|         |               |          |                                    |
| 6       | 11. Juli 1926 | 175 cm³  | Enrico Manetti (Ancora-Villiers)   |
| 6       | 11. Juli 1926 | 250 cm³  | Ugo Prini (Moto Guzzi)             |
| 6       | 11. Juli 1926 | 350 cm³  | Tazio Nuvolari (Bianchi)           |
| 6       | 11. Juli 1926 | 500 cm³  | Pietro Ghersi (Moto Guzzi)         |
|         |               |          |                                    |
| 7       | 24. Juli 1927 | 175 cm³  | Tonino Benelli (Benelli)           |
| 7       | 24. Juli 1927 | 250 cm³  | Ugo Prini (Moto Guzzi)             |
| 7       | 24. Juli 1927 | 350 cm³  | Tazio Nuvolari (Bianchi)           |
| 7       | 24. Juli 1927 | 500 cm³  | Luigi Arcangeli (Sunbeam)          |
|         |               |          |                                    |
| 8       | 17. Juni 1928 | 125 cm³  | Amedeo Tigli (MM)                  |
| 8       | 17. Juni 1928 | 175 cm³  | Tonino Benelli (Benelli)           |
| 8       | 17. Juni 1928 | 250 cm³  | Gualtiero Piana (Piana-J.A.P.)     |
| 8       | 17. Juni 1928 | 350 cm³  | Achille Varzi (Bianchi)            |
| 8       | 17. Juni 1928 | 500 cm³  | Mario Colombo (Sunbeam)            |
|         |               |          |                                    |
| 9       | 29. Juni 1929 | 175 cm³  | Primo Zini (G.D.)                  |
| 9       | 29. Juni 1929 | 250 cm³  | Ugo Prini (Moto Guzzi)             |
| 9       | 29. Juni 1929 | 350 cm³  | Tazio Nuvolari (Bianchi)           |
| 9       | 29. Juni 1929 | 500 cm³  | Achille Varzi (Sunbeam)            |
|         |               |          |                                    |
| 10      | 6. Juli 1930  | 175 cm³  | Tonino Benelli (Benelli)           |
| 10      | 6. Juli 1930  | 250 cm³  | Ugo Prini (Moto Guzzi)             |
| 10      | 6. Juli 1930  | 350 cm³  | Tazio Nuvolari (Bianchi)           |
| 10      | 6. Juli 1930  | 500 cm³  | Terzo Bandini (Rudge)              |
|         |               |          |                                    |
| 11      | 12. Juli 1931 | 175 cm³  | Raffaele Alberti (Ancora-Villiers) |
| 11      | 12. Juli 1931 | 250 cm³  | Ugo Prini (Moto Guzzi)             |
| 11      | 12. Juli 1931 | 350 cm³  | Aldo Pigorini (Velocette)          |
| 11      | 12. Juli 1931 | 500 cm³  | Terzo Bandini (Rudge)              |
|         |               |          |                                    |
| 12      | 29. Juli 1934 | 175 cm³  | Amilcare Rossetti (Benelli)        |
| 12      | 29. Juli 1934 | 250 cm³  | Ugo Prini (Moto Guzzi)             |
| 12      | 29. Juli 1934 | 350 cm³  | Silvio Girotto (Norton)            |
| 12      | 29. Juli 1934 | 500 cm³  | Carlo Fumagalli (Bianchi)          |
|         |               |          |                                    |
| 13      | 7. Juli 1935  | 250 cm³  | Aldo Pigorini (Moto Guzzi)         |
| 13      | 7. Juli 1935  | 350 cm³  | Amilcare Rossetti (Norton)         |
| 13      | 7. Juli 1935  | 500 cm³  | Dorino Serafini (Bianchi)          |
|         |               |          |                                    |
| 14      | 11. Juli 1938 | 250 cm³  | Guglielmo Sandri (Moto Guzzi)      |
| 14      | 11. Juli 1938 | 350 cm³  | Michele Mangione (MM)              |
| 14      | 11. Juli 1938 | 500 cm³  | Dorino Serafini (Gilera)           |
|         |               |          |                                    |
| 15      | 30. Juli 1939 | 250 cm³  | Guglielmo Sandri (Moto Guzzi)      |
| 15      | 30. Juli 1939 | 350 cm³  | Michele Mangione (MM)              |
| 15      | 30. Juli 1939 | 500 cm³  | Nello Pagani (Moto Guzzi)          |

## Verweise